# Ugyen Tshering
 (mars 2016).
Lyonpo Ugyen Tshering, né le 8 août 1954 et mort le 29 janvier 2024, est un homme politique bhoutanais. Ministre des Affaires étrangères du Bhoutan depuis le 9 avril 2008 succédant à Yeshey Dorji.